# Kristian Bøgsted
Kristian Bøgsted, né le 5 novembre 1982 à Skive (Danemark), est un homme politique danois. Membre des Démocrates danois, il est député au Folketing depuis 2022.

## Biographie
Kristian Bøgsted est l'un des sept enfants de Bent Bøgsted, député au Folketing de 2001 à 2022.
Engagé au sein du Parti populaire danois, il est élu conseiller municipal de Ringkøbing-Skjern lors des élections municipales de 2013. Il est réélu en 2017. Il échoue à être réélu lors des élections municipales de 2021, lors desquelles le Parti populaire danois perd plus de la moitié de ses sièges à l'échelle nationale.
En 2022, il quitte le Parti populaire danois, avant de rejoindre les Démocrates danois, le nouveau parti formé par l'ancienne ministre Inger Støjberg. Il est investi comme candidat pour le parti pour les élections législatives de 2022 dans la circonscription du Jutland du Nord, dans laquelle son père est élu depuis 2001 et ne se représente pas. Il est élu député au Folketing lors du scrutin du 1er novembre. Après le scrutin, il devient le porte-parole de son groupe parlemetaire pour les questions de citoyenneté, de logement et de pêche.